# D'Autray
A Regionalidade Municipal do Condado de D'Autray está situada na região de Lanaudière na província canadense de Quebec. Com uma área de mais de mil quilómetros quadrados, tem, segundo o censo de 2001, uma população de cerca de trinta e oito mil pessoas sendo comandada pela cidade de Berthierville. Ela é composta por 15 municipalidades: 3 cidades, 5 municípios e 7 freguesias.

## Municipalidades

### Cidades
- Berthierville
- Lavaltrie
- Saint-Gabriel

### Municípios
- Lanoraie
- La Visitation-de-l'Île-Dupas
- Mandeville
- Saint-Cléophas-de-Brandon
- Saint-Cuthbert

### Freguesias
- Saint-Barthélemy
- Saint-Didace
- Sainte-Élisabeth
- Saint-Gabriel-de-Brandon
- Sainte-Geneviève-de-Berthier
- Saint-Ignace-de-Loyola
- Saint-Norbert